# Broforce
Broforce — це інді-гра в жанрах бойовик і платформер, розроблена студією Free Lives та випущена Developer Digital.
15 жовтня 2015 гра була випущена для Microsoft Windows та OS X. 17 жовтня 2015 для Linux. 1 березня 2016 для PlayStation 4 та 6 вересня 2018 для Nintendo Switch.

## Ігровий процес

### Основи
Гравець грає за Бро, персонаж у стилі героїв бойовиків. Середовище гри створене з блоків які руйнуються від ударів, пострілів, вибухів. Протягом усього рівня гравцю будуть зустрічатися різні види терористів, товариші по команді, військовополонені та громадяни. На кінці рівня гравця чекає бос-диявол.
Впродовж рівня розставлені контрольні точки. Один персонаж — одне життя, персонаж помирає від одної заподіюваної йому шкоди. Визволяючи товаришів, користувач отримує додаткове життя.

### Персонажі
Усього у грі налічується 41 персонаж. Кожен персонаж має унікальні основні та вторинні атаки які створені по прикладу героя, також для деяких персонажів є свої унікальні механіки гри та додаткові можливості пересування на рівні. На початку гри є доступним лише один персонаж — Rambro. Але при звільненні все більшої кількості товаришів, з'являється можливість грати за більшу кількість персонажів. На початку кожного рівня та при воскресінні для гри вибирається випадковий персонаж з вже доступних.
| Персонаж             | Пародія на                | Фільм/серіал                                   | Персонаж               | Пародія на               | Фільм/серіал                     |
| -------------------- | ------------------------- | ---------------------------------------------- | ---------------------- | ------------------------ | -------------------------------- |
| Rambro               | Джон Рембо                | Серія фільмів «Рембо»                          | Colonel James Broddock | полковник Джеймс Бреддок | Серія фільмів «Зниклі безвісти»  |
| Brommando            | Джон Матрикс              | Командо                                        | Cherry Broling         | Черрі Дарлінг            | Планета страху                   |
| B. A. Broracus       | Б. А. Барак               | Команда А                                      | Bro Max                | Макс Рокотанскі          | Серія фільмів «Шалений Макс»     |
| Brodell Walker       | Корделл Вокер             | Вокер, техаський рейнджер                      | The Brode              | Чорна Мамба              | Убити Білла фільм 1 і фільм 2    |
| Bro Hard             | Джон Макклейн             | Франшиза «Міцний горішок»                      | Double Bro Seven       | Джеймс Бонд              | Серія фільмів про «Агента 007»   |
| MacBrover            | Ангус МакГайвер           | Макгайвер                                      | Brodator               | Хижак                    | Серія фільмів «Хижак»            |
| Brade                | Блейд                     | Серія фільмів «Блейд»                          | Brocketeer             | Кліффорд Секорд          | The Rocketeer                    |
| Bro Dredd            | Суддя Дредд               | Суддя Дредд                                    | Broheart               | Вільям Воллес            | Хоробре серце                    |
| Bro In Black         | Агент J                   | Серія фільмів «Люди в чорному»                 | The Brofessional       | Леон                     | Леон                             |
| Snake Broskin        | Змій Пліскін              | «Втеча з Нью-Йорка» та «Втеча з Лос-Анджелеса» | Brolander              | Коннор Мак-Лауд          | Серія фільмів «Горець»           |
| Brominator           | T-800                     | Серія фільмів «Термінатор»                     | Broden                 | Райден                   | Серія фільмів «Смертельна битва» |
| Brobocop             | Робокоп                   | Серія фільмів «Робот-поліцейський»             | Dirty Brory            | Гаррі Каллаган           | Серія фільмів «Брудний Гаррі»    |
| Indiana Brones       | Індіана Джонс             | Франшиза «Індіана Джонс»                       | Tank Bro               | Ребека Бак               | Дівчина танк                     |
| Ash Brolliams        | Еш Вільямс                | Серія фільмів «Зловісні мерці»                 | Bro Lee                | Лі                       | Вихід Дракона                    |
| Mr. Anderbro         | Нео/Томас А. Андерсон     | Франшиза «Матриця»                             | Xebro                  | Ксена                    | Ксена: принцеса-воїн             |
| The Boondock Bros    | Коннор та Мерфі МакМануси | «Святі з нетрі» та «Святі з нетрів 2»          | Demolition Bro         | Джон Спартана            | Руйнівник                        |
| Brochete             | Мачете                    | Мачете                                         | Broffy                 | Баффі Саммерс            | Баффі — переможниця вампірів     |
| Bronan the Brobarian | Конан-варвар              | «Конан-варвар» та «Конан-руйнівник»            | Seth Brondle           | Сет Брандл               | Муха                             |
| Ellen Ripbro         | Еллен Ріплі               | Серія фільмів «Чужий»                          | Burt Brommer           | Берт Гаммер              | Серія фільмів «Тремтіння землі»  |
| Time Bro             | Макс Вокер                | Патруль часу                                   | Desperabro             | Ель-Маріачі              | Відчайдушний                     |
| Broniversal Soldier  | Люк Деверо                | Серія фільмів «Універсальний солдат»           |                        |                          |                                  |

## Розробка

### Broforce Forever[5]
Наприкінці листопада 2022 року Devolver Digital оголосили про велике оновлення гри під назвою «Broforce Forever», яке повинно було вийти на початку 2023. Проте після піврічної тиші розробник гри Free Lives, в День незалежності США у твіттері оголосив про вихід оновлення літом 2023 року.
28 липня на ютуб каналі DevolverDigital вийшло відео з геймплеєм нових персонажів, та місій. 8 серпня 2023 року вийшло відео-анімація з новими персонажами. У цей же день вийшло оновлення. До гри були додані 6 нових персонажів, нові місії, противники, випробування та ускладнення на рівнях. Деякі рівні та противники були змінені. Також повинні були бути доданні рівні з процедурною генерацією, проте в розробників не вийшло цього реалізувати. Це останнє оновлення гри.

#### Нові персонажі
У оновленні було додано 6 нових персонажів:
- Xebro — пародія на Ксену з серіалу «Ксена: принцеса-воїн».
- Demolition Bro — пародія на Джона Спартана з фільму «Руйнівник».
- Broffy — пародія на Баффі з телесеріалу «Баффі — переможниця вампірів».
- Seth Brondle — пародія на Сет Брандла з фільму жахів «Муха».
- Burt Brommer — пародія на Берта Гаммера з серії фільмів «Тремтіння землі»
- Desperabro — пародія на Ель-Маріачі з фільму «Відчайдушний»

Тепер у грі налічується 41 персонаж.